# 호이파
호이파(輝發, ᡥᠣᡳ᠌ᡶᠠ Hoifa)는 여진(女眞) 부락으로, 울라(Ula, 烏拉), 하다(Hada, 哈達), 여허(Yehe, 葉赫)와 함께 해서여진(海西女眞)을 구성하는 네 부락이었다. 호이파하(輝發河) 연안(오늘날 길림성吉林省 통화시通化市 휘남현輝南縣)에 대대로 거주하여 이름을 얻었다.

## 역사
명(明) 후기, 호이파는 해서사부(海西四部) 중 하나에 속하였다. 원래 성은 익덜리씨(益克得里氏)였으나 후에 나라씨(納喇氏)로 고쳤다. 초대 버일러(貝勒) 왕기누(王機褚, Wangginu)는 후르치산(扈爾奇山)의 험한 지형에 의지하여 성을 쌓았다. 이들은 호이파산성(輝發山城)의 견고함에 의지하여 한때는 해서여진 여러 부락 가운데 강력한 부락이기도 했다. 호이파와 이후 굴기한 건주여진(建州女眞) 누르하치(努爾哈赤) 세력과 자주 마찰이 있었다. 굴러산 전투(古勒山之戰) 중 호이파는 구부(九部) 연합군 주력 중 하나였다. 그러나 참패 후 재기하지 못하였다. 결국 1607년 호이파는 건주여진에게 병탄되었고, 마지막 버일러 바인다리(拜音達里, Baindari)는 전투에서 패배 후 살해되었다.

## 이름 유래
'호이파'란 말은 거란어(契丹語)로 '왕래 금지가 없음(往來無禁)'이라는 뜻이다. 『요사(遼史)』에는 '회패(回霸)'라고 음차되어 기재되어 있다. 명청(明淸)  문헌에는 '회발(回跋)' 등으로 음차되어 있다. 『요사(遼史)』에 의하면, 요(遼)가 발해국(渤海國)을 멸망시킨 후, 반란을 막기 위하여 발해국의 구성원 중 하나였던 속말말갈(粟末靺鞨) 사람들이 세거지를 이탈하는 것은 물론 상호 왕래하는 것도 불허하였다. 그러나 호이파하 유역에 거주하면서 발해인과는 관계가 멀었던 부락에게는 관대하게 대하였고 왕래 및 이동의 제한이 없이 부락 내에서 자유롭게 왕래하게 하였기에, 이들은 '왕래 금지가 없는' 부락으로 칭해졌다. 이것이 호이파 부락 명칭의 유래이다.

## 유적지
오늘날 길림성(吉林省) 통화시(通化市) 휘남현(輝南縣) 안에 호이파 고성(古城) 유적이 있다.

## 같이 보기
- 해서여진
- 호이파하

## 참고자료
- 赵尔巽等. “《清史稿列传十》”. 2011년 6월 9일에 원본 문서에서 보존된 문서. 2011년 3월 23일에 확인함.《清史稿》列传十（卷223）
- “辉南县人民政府”. 2021년 5월 3일에 원본 문서에서 보존된 문서. 2011년 3월 3일에 확인함.